# 1233 Kobresia
1233 Kobresia је астероид главног астероидног појаса са пречником од приближно 33,50 .
Афел астероида је на удаљености од 2,701 астрономских јединица (АЈ) од Сунца, а перихел на 2,407 АЈ.
Ексцентрицитет орбите износи 0,057, инклинација (нагиб) орбите у односу на раван еклиптике 5,607 степени, а орбитални период износи 1491,283 дана (4,082 године).
Апсолутна магнитуда астероида је 11,30 а геометријски албедо 0,047.
Астероид је откривен 10. октобра 1931. године.